# Novovladímirovskaya
Novovladímirovskaya (del ruso: Нововладимировская) es una stanitsa del raión de Tbilískaya del krai de Krasnodar, en Rusia. Está situada en las tierras bajas de Kubán-Azov, en la orilla izquierda del río Beisug, 21 km al norte de Tbilískaya y 109 km al nordeste de Krasnodar, la capital del krai. Tenía 1 736 habitantes en 2010.
Es cabeza del municipio Novovladímirovskoye, al que pertenecen asimismo Novobekeshevskaya, Yeriomin, Novovladímirovskiye, Romáshevka, Sokolovka, Chernobabov, Ivánovka.